# 2-я горнострелковая дивизия (Италия)

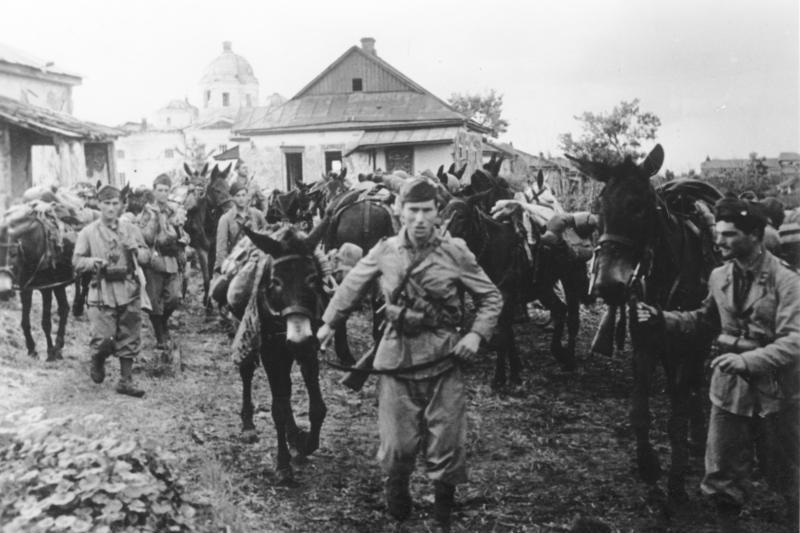
Итальянские солдаты в России, июль 1942 года.

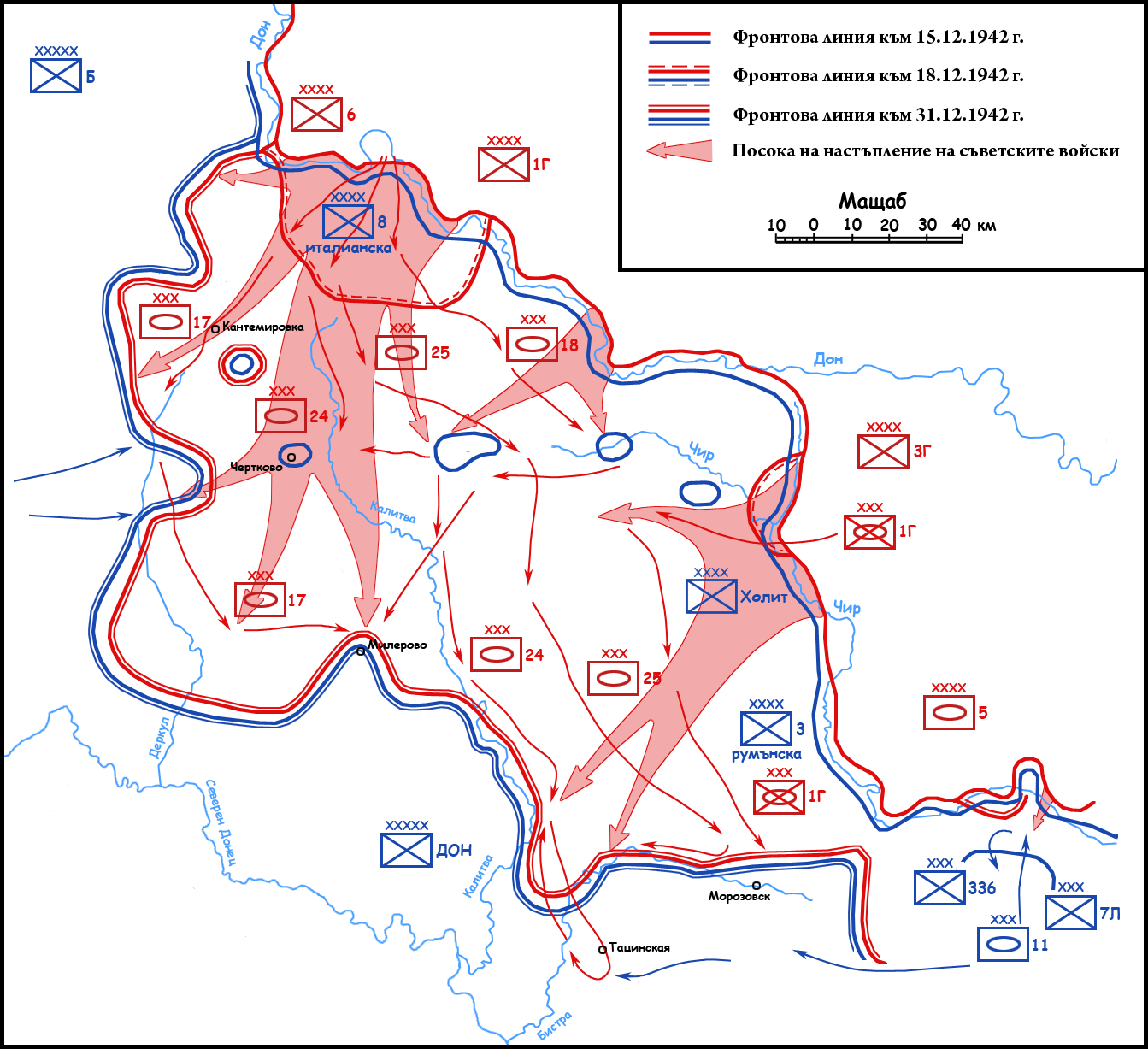
Карта операции «Малый Сатурн»

2-я горнострелковая дивизия «Сфорцеска» (итал. 2ª Divisione fanteria da montanga "Sforzesca") — формирование (соединение, горнострелковая дивизия) горных стрелков Королевской итальянской армии, существовавшее с 1934 по 1943 годы и участвовавшее в боях Второй мировой войны на французском и восточном фронтах.
Дивизия получила своё наименование в честь местечка, у которого 21 марта 1849 произошло сражение австро-итальянской войны. Де-факто, несмотря на наименование, была чисто пехотной дивизией, а не горнострелковой.

## История

### Предшественники дивизии
Свою историю дивизия отсчитывает от бригады «Умбрия», появившейся в 1861 году после присоединения Умбрии к Объединённой Италии. В 1871 году бригаду расформировали, а в 1881 году воссоздали из 53-го и 54-го полков. В годы Первой мировой войны бригада «Умбрия» несла службу в горах Бойте, и сражалась при Кортина-д'Ампеццо (в 1917 году проходила службу в Граппе). В 1934 году на основе бригады «Умбрия» появилась 2-я горнострелковая дивизия «Сфорцеска», к апрелю 1939 года в его составе были 53-й и 54-й пехотные полки и 17-й артиллерийский полк.

### Вторая мировая: против Франции
В начале Второй мировой войны дивизия «Сфорцеска» находилась на франко-итальянской границе и де-юре была задействована в боях с 20 по 24 июня 1940, хотя большую часть её работы выполняла 58-я пехотная дивизия «Леньяно», а «Сфорцеска» находилась в резерве.
В январе 1941 года «Сфорцеска» в составе 30-го легиона чернорубашечников была отправлена в Албанию, чтобы оказать помощь армии в боях против греков. В июле 1941 года после завершения боевых операций в Албании дивизия отправилась обратно в Новару.

### Кампания против Советского Союза (Советской России)
В июле 1942 года Итальянский экспедиционный корпус вызвал дивизию «Сфорцеска» в состав 2-го корпуса. После прибытия в СССР «Сфорцеска» двинулась к Дону, заменив 52-ю моторизованную дивизию «Торино» из 35-го корпуса. К батальонам дивизии были прикомандированы немецкие офицеры. С августа по сентябрь 1942 года «Сфорцеска» при поддержке 3-й кавалерийской дивизии «Челере» вела бои против советских войск.
Впечатления от боевых действий дивизии остались очень отрицательные. Иногда дивизия проявляла себя вполне настойчиво и завоёвывала симпатии у немецкого командования. Так, в августе 1942 года в схватке за местечки Ягодный и Чеботаревский силами карабинеров удержали свои позиции, несмотря на четырёхкратное превосходство противника. Но слишком часто итальянцы были вынуждены отступать: некоторые из батальонов после атак формирований Красной армии возвращались абсолютно безоружными. Во время одной из атак формирований РККА, когда под угрозой разгрома оказалась вся 8-я итальянская армия, «Сфорцеска» не выдержала натиск советского батальона и обратилась в паническое бегство, за что личный состав и командование всего итальянского экспедиционного корпуса наградили её нелицеприятным прозвищем «Тика́й» (с южнорусского наречия это переводится как убегай и иногда употребляется в русском жаргоне), а отдавать воинскую честь или отвечать на приветствия «Сфорцески» с тех пор почти никто не решался.
После боёв на Дону, которые были названы в итальянской историографии Первым оборонительным сражением на Дону, итальянская дивизия перешла в состав 29-го армейского корпуса ближе к румынам. 16 декабря 1942 в рамках операции «Малый Сатурн» советские войска нанесли такой мощный удар по противнику, что румыны не выдержали натиск, а итальянцы при попытке контратаковать понесли ещё большие потери и сами тоже вынуждены были отступить. С учётом погодных условий итальянцы несли колоссальные потери: к 1 января 1943 они потеряли убитыми, ранеными, пленными и пропавшими без вести до 64% личного состава (из 12 521 человека в строю осталось 4 802). 28 декабря 1942 из котла первым выбрался 54-й пехотный полк.

### Конец дивизии
В марте 1943 года дивизия, провалившая свою задачу на Восточном фронте, вернулась домой и в апреле была распущена. 1 июня частично она была восстановлена — личный состав был переведён в  157-ю дивизию «Новара» — и отправилась на границу Италии и оккупированной Югославии для борьбы с партизанами. 9 сентября 1943 после капитуляции Италии она окончательно прекратила своё существование.

## Структура
- управление (штаб)
- 53-й пехотный полк «Сфорцеска»
  - 3 пехотных батальона
  - Рота 81-мм миномётов
  - Батарея орудий 65/17
- 54-й пехотный полк «Сфорцеска»
  - 3 пехотных батальона
  - Рота 81-мм миномётов
  - Батарея орудий 65/17
- 2-й батальон миномётов
- 17-й артиллерийский полк «Сфорцеска»
  - 1-я группа лёгкой артиллерии
    - Три батареи орудий 75/18

  - 2-я группа лёгкой артиллерии
    - Три батареи орудий 75/18

  - 3-я группа лёгкой артиллерии
    - Три батареи орудий 105/28

  - 53-я батарея 20-мм зенитной артиллерии
  - 302-я батарея 20-мм зенитной артиллерии
- 2-я рота противотанковых орудий 47/32
- 121-я рота противотанковых орудий 47/32 (из 21-й пехотной дивизии «Гранатьери ди Сарденья»)
- 2-й батальон 81-мм миномётов
- 16-я рота инженеров
- 2-я рота телеграфистов и радистов
- 8-й отряд фотосъёмки
- 2-я рота военных поваров
- 1-я вспомогательная рота
- 124-я лёгкая колонна поддержки (моторизованная)
- 192-я лёгкая колонна поддержки (моторизованная)
- 11-я рота продовольственного снабжения
- 6-е санитарное отделение
  - 5-й полевой госпиталь
  - 6-й полевой госпиталь
  - 7-й полевой госпиталь
  - 24-й полевой госпиталь
  - 250-й полевой госпиталь
  - 251-й полевой госпиталь
  - 311-й полевой госпиталь
  - 805-й полевой госпиталь
  - 27-е хирургическое отделение
- 4-й отряд карабинеров
- 5-й отряд карабинеров
- 69-е почтовое отделение